# 三重県道410号草生窪田津線
三重県道410号草生窪田津線（みえけんどう410ごう くさわくぼたつせん）は、三重県津市を通る一般県道である。

## 概要
津市安濃町草生から津市栗真中山町に至る。

### 路線データ
- 起点：津市安濃町草生（三重県道28号亀山白山線交点）
- 終点：津市栗真中山町（栗真中山町交差点、国道23号交点、三重県道652号栗真中山白塚停車場線起点）
- 総延長：10.853 km

## 歴史
- 1959年（昭和34年）1月25日 - 路線認定[1]。

## 路線状況

### 重複区間
- 三重県道649号亀山安濃線（津市安濃町安濃・下美濃屋橋南詰交差点 - 津市安濃町安濃）
- 三重県道650号三宅一身田停車場線（津市大里窪田町・大里小学校入口交差点 - 津市大里窪田町・大里窪田町交差点）
- 三重県道55号久居河芸線（津市大里窪田町・大里窪田町交差点 - 津市一身田町・一身田町交差点）

### 道路施設

#### 橋梁
- 明合橋（安濃川、津市）
- 下美濃屋橋（美濃屋川、津市）
- 内多橋（津市）
- 平野橋（志登茂川、津市）

### 交通量
| 地点         | 平日12時間 | 平日24時間 |
| ------------ | ---------- | ---------- |
| 津市一身田町 | 9,575台    | 12,177台   |

## 地理

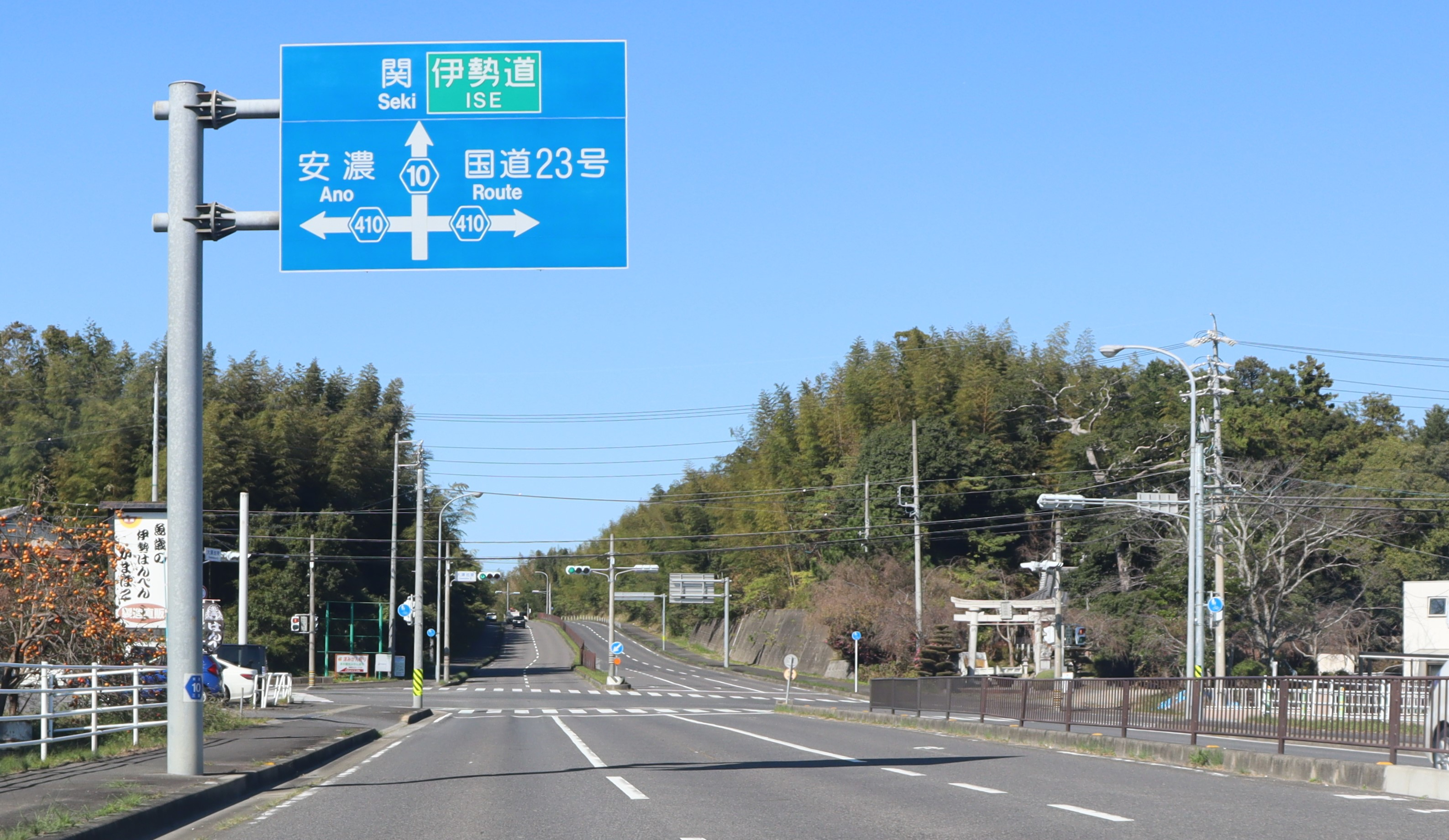
三重県道10号津関線との「大澤池東」交差点、津市大里窪田町

### 通過する自治体
- 三重県
  - 津市

### 交差する道路
| 交差する道路                                                                     | 交差する場所         | 交差する場所            |
| -------------------------------------------------------------------------------- | -------------------- | ----------------------- |
| 三重県道28号亀山白山線                                                           | 安濃町草生           | 起点                    |
| 三重県道653号草生曽根線                                                          | 安濃町草生           |                         |
| 広域農道グリーンロード                                                           | 安濃町粟加（おおか） |                         |
| 三重県道42号津芸濃大山田線                                                       | 安濃町荒木           | 明合橋東詰交差点        |
| 三重県道649号亀山安濃線 重複区間起点                                             | 安濃町安濃           | 下美濃屋橋南詰交差点    |
| 三重県道649号亀山安濃線 重複区間終点                                             | 安濃町安濃           |                         |
| 三重県道10号津関線                                                               | 大里窪田町           | 大澤池東交差点          |
| 三重県道650号三宅一身田停車場線 重複区間起点                                     | 大里窪田町           | 大里小学校入口交差点    |
| 国道23号 / 中勢バイパス                                                          | 大里窪田町           | 大里窪田町出口交差点    |
| 三重県道55号久居河芸線 重複区間起点 三重県道650号三宅一身田停車場線 重複区間終点 | 大里窪田町           | 大里窪田町交差点        |
| 三重県道55号久居河芸線 重複区間終点                                              | 一身田町             | 一身田町交差点          |
| 国道23号 三重県道652号栗真中山白塚停車場線                                       | 栗真中山町           | 栗真中山町交差点 / 終点 |

### 交差する鉄道
- 紀勢本線
- 伊勢鉄道伊勢線
- 近鉄名古屋線

### 沿線
- 独立行政法人農業・食品産業技術総合研究機構野菜茶業研究所安濃本所
- 津市立明合小学校
- 安濃川
- 独立行政法人国立病院機構三重病院
- 大沢池
- JR東海紀勢本線 一身田駅
- 高田中学校・高等学校
- 真宗高田派本山専修寺（高田本山）
- 三重県営一身田団地
- 志登茂川
- 津市消防本部北消防署
- 三重武道館
- 津市北部運動広場
- 横川